# Jolanda di Savoia (Italia)
Jolanda di Savoia (Jôlánda in dialetto locale) è un comune italiano di 2 630 abitanti della provincia di Ferrara in Emilia-Romagna. Il comune si trova nella parte della pianura alluvionale compresa tra i fiumi Po e Po di Volano.

## Geografia fisica

### Territorio
Il territorio del comune di Jolanda di Savoia si estende nella parte orientale della Pianura Padana. All'interno del territorio comunale è situato quello che, in accordo con l'Istituto Geografico Militare, è il punto altimetricamente più basso d'Italia, posto nel luogo denominato Corte delle Magoghe, in frazione Contane, a 3 metri e 44 centimetri sotto il livello del mare, mentre l'altitudine media dell'intero territorio comunale è di 1 m s.l.m.

### Clima
Jolanda di Savoia presenta un clima continentale; la classificazione climatica è "zona E, 2267 GR/G".

## Storia
La storia di Jolanda abbraccia tempi piuttosto recenti; nel XIX secolo infatti, era un territorio ricoperto da acque e paludi, sotto l'amministrazione di Copparo. Fu fondata, con il nome di Le Venezie, nel 1903, in una zona paludosa bonificata da un'opera di prosciugamento iniziata nel 1882 da parte della società Bonifiche Ferraresi; assunse il nome attuale nel 1911, in onore della principessa Jolanda, primogenita del Re d'Italia Vittorio Emanuele III che in quell'anno fece visita alla cittadina.

## Monumenti e luoghi d'interesse

### Architetture religiose

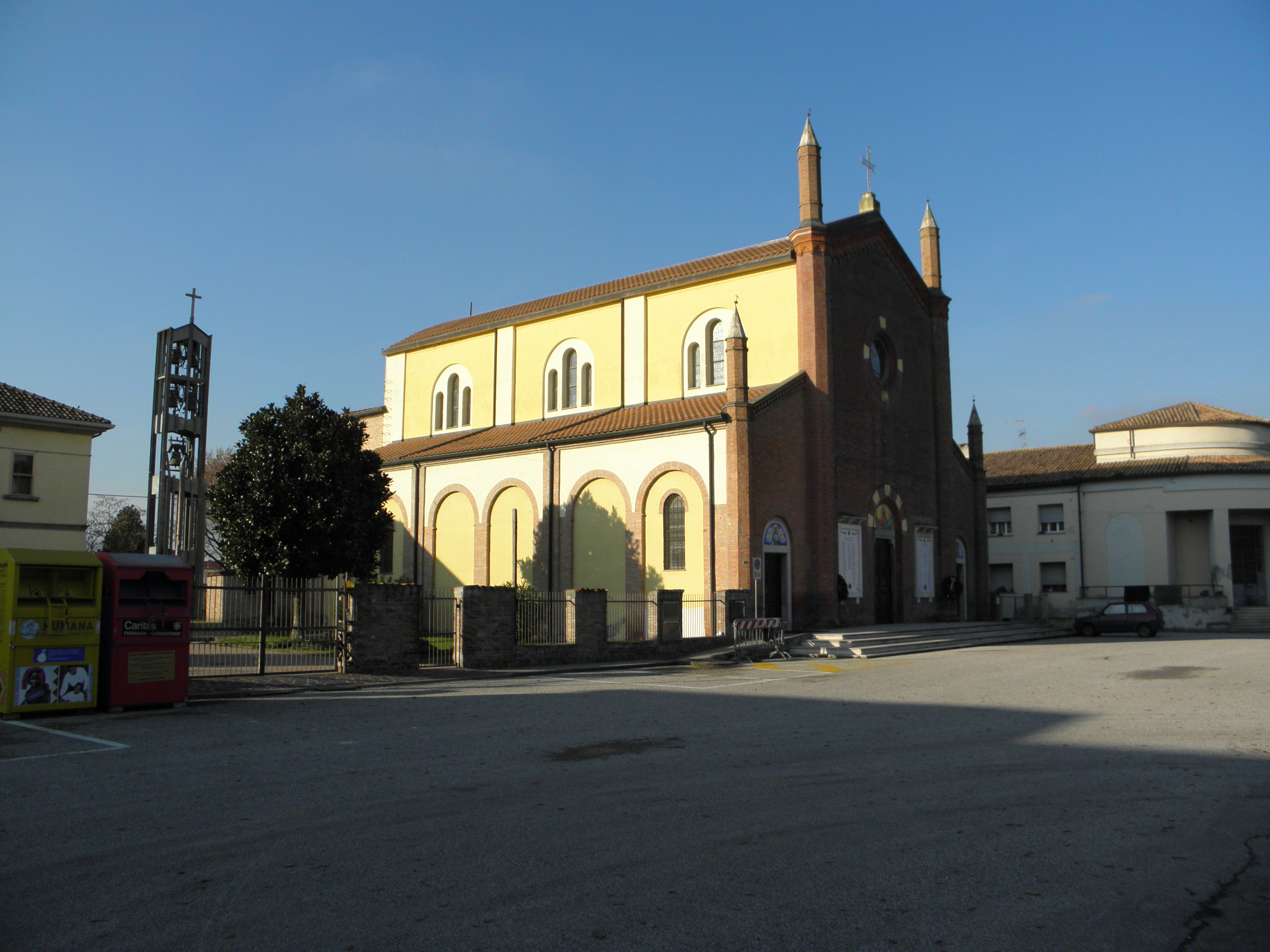
Chiesa di San Giuseppe.

- Chiesa di San Giuseppe sposo della Beata Vergine Maria. La chiesa fu edificata a partire dal 1904 e venne completata nel 1914[7].

## Società

### Evoluzione demografica
Abitanti censiti

## Cultura

### Biblioteche
- Biblioteca Comunale

### Eventi

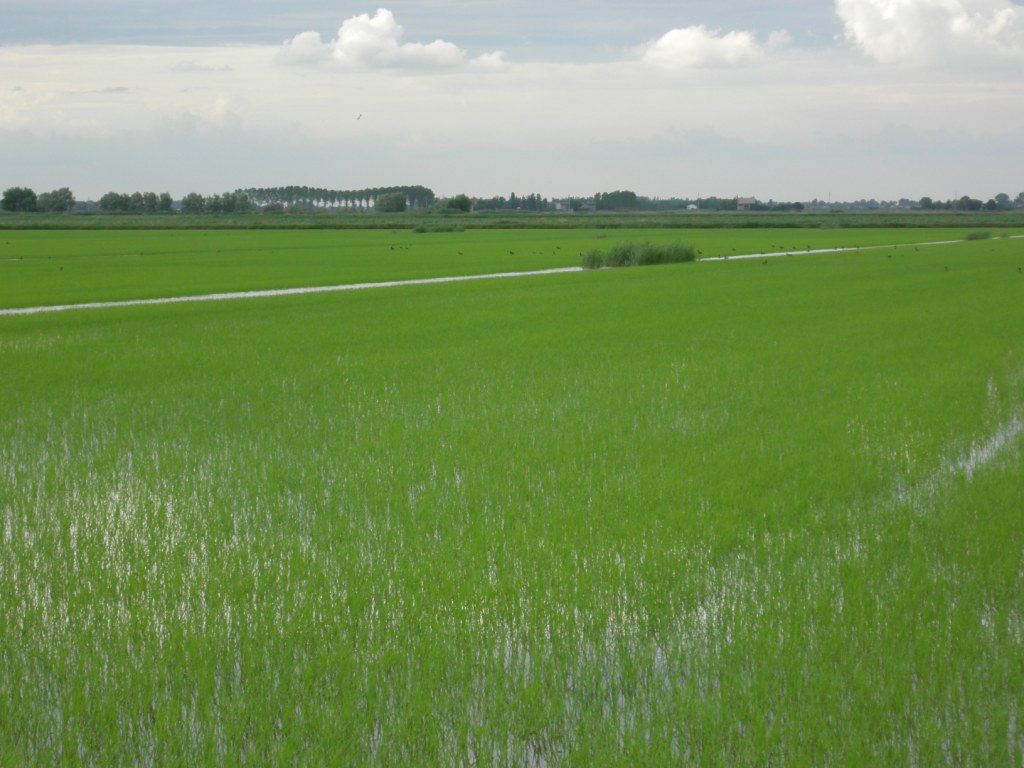
Risaie nella campagna di Jolanda di Savoia

- Le giornate del riso, sagra dedicata alla valorizzazione del riso IGP del Delta del Po che si svolge ogni anno a fine agosto.

## Amministrazione

Il gonfalone comunale

Di seguito è presentata una tabella relativa alle amministrazioni che si sono succedute in questo comune.
| Periodo        | Periodo        | Primo cittadino     | Partito                            | Carica  | Note  |
| -------------- | -------------- | ------------------- | ---------------------------------- | ------- | ----- |
| 1º agosto 1985 | 20 maggio 1990 | Gian Pietro Sivieri | PCI                                | Sindaco | [ 9 ] |
| 11 giugno 1990 | 24 aprile 1995 | Gian Pietro Sivieri | PCI, PDS                           | Sindaco | [ 9 ] |
| 24 aprile 1995 | 14 giugno 1999 | Lorenzo Bertazzini  | lista civica                       | Sindaco | [ 9 ] |
| 14 giugno 1999 | 14 giugno 2004 | Valerio Casalicchio | lista civica                       | Sindaco | [ 9 ] |
| 14 giugno 2004 | 8 giugno 2009  | Valerio Casalicchio | lista civica                       | Sindaco | [ 9 ] |
| 8 giugno 2009  | 26 maggio 2014 | Elisa Trombin       | lista civica                       | Sindaco | [ 9 ] |
| 26 maggio 2014 | 26 maggio 2019 | Elisa Trombin       | lista civica "Insieme per Jolanda" | Sindaco | [ 9 ] |
| 26 maggio 2019 | 10 giugno 2024 | Paolo Pezzolato     | lista civica "Insieme per Jolanda" | Sindaco | [ 9 ] |
| 10 giugno 2024 | in carica      | Elisa Trombin       | lista civica                       | Sindaco | [ 9 ] |